# Jim Cleary
Jim Cleary (Enniskillen, 27 maggio 1956) è un ex calciatore nordirlandese, di ruolo centrocampista.

## Carriera
È cresciuto nell'Enniskillen Rangers, club della sua città, che ha lasciato nel 1974 per passare al Portadown dove è rimasto per sei stagioni. Nel 1980 si è poi trasferito al Glentoran dove rimane per il resto della carriera, conclusa nel 1989.
Ha debuttato in Nazionale nordirlandese il 28 aprile 1982 nella gara pareggiata 1-1 contro la Scozia; ha poi preso parte ai Mondiali 1982.

## Palmarès

### Club

#### Competizioni nazionali
- Irish League: 2

Glentoran: 1980-1981, 1987-1988
- Irish Cup: 5

Glentoran: 1982-1983, 1984-1985, 1985-1986, 1986-1987, 1987-1988
- Ulster Cup: 4

Glentoran: 1981-1982, 1982-1983, 1983-1984, 1988-1989
- Irish Football League Cup: 1

Glentoran: 1988-1989
- Gold Cup (Irlanda del Nord): 1

Portadown: 1978-1979
- Tyler Cup: 1

Portadown: 1977-1978